# A-230
A-230は、化学兵器（神経剤）として開発された有機リン化合物。ノビチョクの一種。